# De Gekroonde Brandersketel

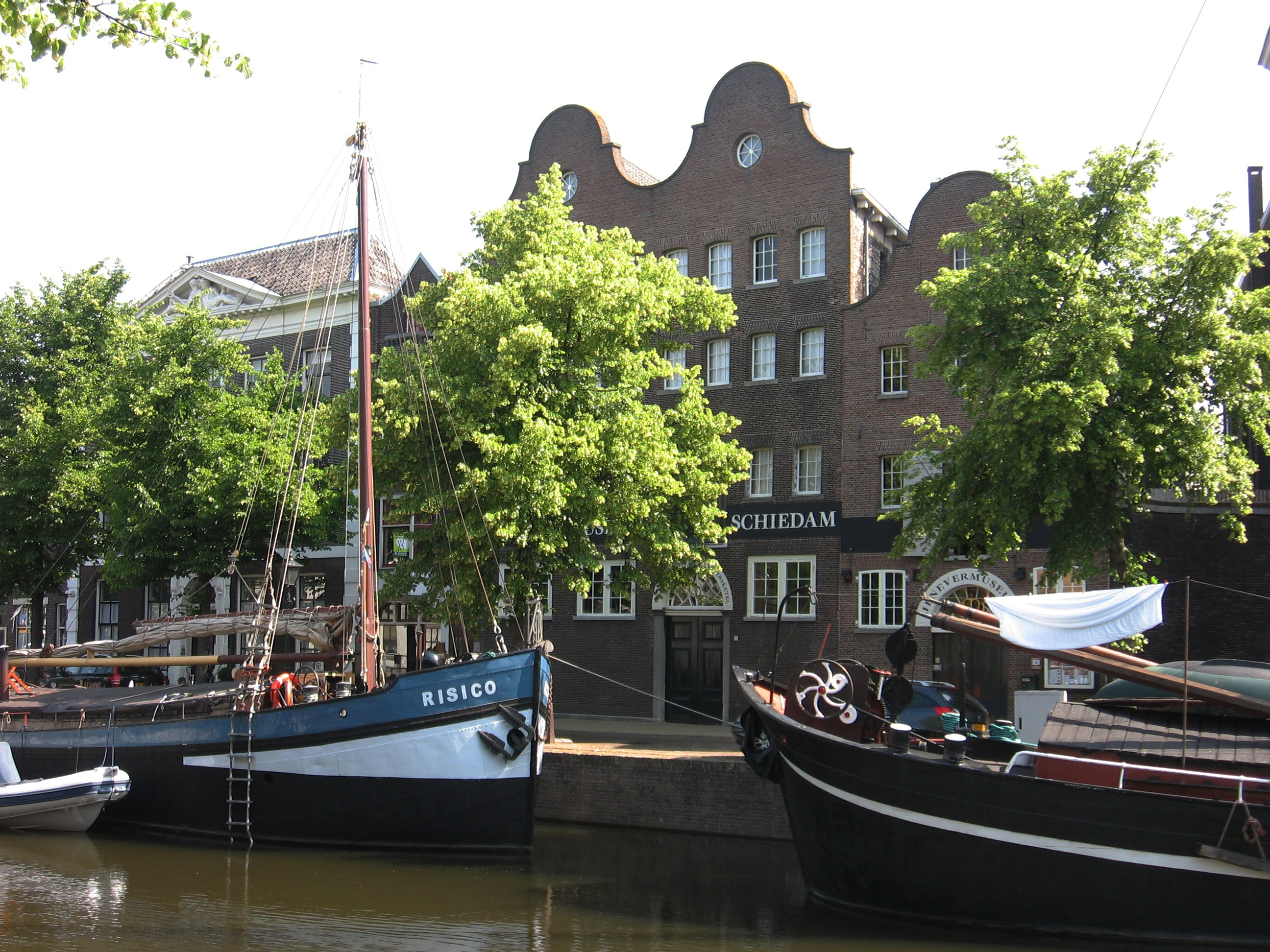
Jenevermuseum, voorheen De Gekroonde Brandersketel

De Gekroonde Brandersketel was tot 2003 een jeneverbranderij aan de Lange Haven in Schiedam waarin sinds 2006 het Gedistilleerd Museum is gehuisvest.
In het markante gebouw zijn historische gebruiksvoorwerpen, affiches, etiketten, flessen en glaswerk uitgestald. Het hele jaar door stookt de meesterknecht hier op ambachtelijke wijze de klassieke moutwijn, op gezette tijden wordt dit 'halffabricaat' tot een moutwijnjenever gedistilleerd. Dit is een ouderwetse drank waar de bezoekers in het proeflokaal hun oordeel over mogen uitspreken.
In 1941 schilderde de Schiedamse kunstenaar Schmierman in vijftien taferelen een soort stripverhaal, waarin op overzichtelijke wijze het gehele proces van korrel tot borrel is verbeeld.